# Dimitrije Mitrinović
Dimitrije Mitrinović [dimítrije mitrínović] (srbsko Димитрије Митриновић), srbski filozof, pesnik, revolucionar, mistik, teoretik sodobnega slikarstva, popotnik in svetovljan, * 21. oktober 1887, Donji Poplat, Osmansko cesarstvo (danes Bosna in Hercegovina, občina Berkovići), † 1953, Richmond, Združeno kraljestvo .
Mitrinović je bil zagovornik zedinjene Jugoslavije kot tudi Evrope.

## Življenje in delo
Končal je mostarsko gimnazijo v razredu skupaj z Bogdanom Žerajićem, bodočim atentatorjem na avstrijskega poglavarja BiH generala Varešanina in idolom mladobosanske mladine. Študiral je v Zagrebu in Beogradu. Od leta 1914 do smrti je živel v Angliji.
Sodeloval je v literarni skupini Mladobosanci. Pisal je kritike za zabavni, poučni in književni časopis Bosanska vila.
Fond »Ars longa« dodeljuje Nagrado Dimitrija Mitrinovića za zasluge pri ohranjanju? likovnih umetnosti.